# Crixás do Tocantins
Crixás do Tocantins este un oraș în Tocantins (TO), Brazilia.